# ماركوس ونايت (لاعب كرة قدم أمريكية)
ماركوس ونايت (بالإنجليزية: Marcus Knight)‏ هو لاعب كرة قدم أمريكية أمريكي، ولد في 19 يونيو 1978 في سيلاكاوغا في الولايات المتحدة.

## وصلات خارجية
- ماركوس ونايت على موقع مرجع كرة القدم المحترفة.كوم (الإنجليزية)